# Psamatodes nicetaria
Psamatodes nicetaria är en fjärilsart som beskrevs av Achille Guenée 1858. Psamatodes nicetaria ingår i släktet Psamatodes och familjen mätare. Inga underarter finns listade i Catalogue of Life.